# Frane Kovačić
Frane Kovačić (Hvar, 16. travnja 1907. – Rosario, 15. svibnja 1979.) bio je hrvatski nogometaš i nogometni reprezentativac.

### Reprezentativna karijera
Za nogometnu reprezentaciju Kraljevine Jugoslavije odigrao je 5 utakmica.